# Žakan Juri
Žakan Juri (Roč, druga polovina 15. stoljeća – početak 16. stoljeća), istarski glagoljaški svećenik i vjesnik prve hrvatske tiskane knjige.

## Životopis
Iako se o Žaknu Jurju malo toga zna, njegovo ime veže se uz jedan od najpoznatijih zapisa kojeg je načinio upravo ovaj svećenik iz Roča u istarskom gradu Izoli (danas u Sloveniji) 1482. godine na posljednjoj stranici Misala krbavskog kneza Novaka, pisanog mnogo ranije, 1368. godine (čuva se u Nacionalnoj knjižnici u Beču), gdje izražava svoj ushit skorim tiskom prve hrvatske inkunabule: 
Vita, vita, štampa naša gori gre!
Tako ja oću, da naša gori gre!
1482. miseca ijuna 26. dni.
To be pisano v grade Izule.
To pisa Juri, Žakan iz Roča,
Bog mu pomagai i vsem ki mu
dobro ote.
Poznati istraživač glagoljske baštine Vjekoslav Štefanić navodi da su krčki glagoljaši napisali akata i ostalih spisa "na tovare".
Hrvatski glagoljaši i prepisivači oduševljeno su prihvatili Gutenbergov izum umnožavanja knjiga tiskanjem. Samo 28 godina poslije Gutenbergova prvotiska Biblije, u Istri je priređen za tisak misal koji je tiskan glagoljicom 1483. godine, najvjerojatnije u Kosinju. To je prva tiskana knjiga na hrvatskom jeziku. O pripremama za tiskanje nešto je znao i Žakan Juraj iz Roča pa je, oduševljen tim pothvatom, zapisao 26. lipnja 1482. godine gore navedeni zapis.
Ovakvi tekstovi i zapisi hrvatskih glagoljaša puni iskrenosti, životne realnosti i mudrosti potaknuli su osnivanje Male glagoljaške akademije u Roču koja u čast Jurja Žakna nosi njegovo ime. Deveta točka u Aleji glagoljaša između Roča i Huma nosi naziv Odmorište Žakna Jurja, a njegovo ime nose ulice i trgovi u brojnim istarskim gradovima.

## Vanjske poveznice
- Mala glagoljska akademija u Roču  Arhivirana inačica izvorne stranice od 21. listopada 2013. (Wayback Machine)
- Zavičajna naklada "Žakan Juri"